# Trachemys dorbigni
Trachemys dorbigni, conhecida popularmente como tartaruga-tigre-d'água, tartaruga-tigre ou tartaruga-verde-e-amarela, (em inglês conhecida como D'Orbigny's slider), é uma espécie de quelônio da família Emydidae. Pode ser encontrada no Brasil, Uruguai e Argentina. Aquática e onívora, vive em zonas de pântanos, banhados, lagos, riachos e rios. No Rio Grande do Sul, habita principalmente a região da Lagoa dos Patos e o Banhado do Taim. Seu nome deve-se à seu padrão colorido, em listras amareladas e alaranjadas.
Em épocas de reprodução a fêmea coloca, em média, mais de 10 ovos por desova. Os ovos eclodem após uma incubação com duração de 2 a 4 meses. Os juvenis medem cerca de 3 cm ao saírem do ovo, podendo crescer até atingir tamanhos de 25 a 30 cm de comprimento na fase adulta, sendo as fêmeas geralmente maiores que os machos.
As tartarugas-tigre-d'água podem viver até 30 anos e são, por diversas vezes, ilegalmente comercializadas como animal de estimação. Esta espécie, bem como a espécie americana Trachemys scripta elegans, começaram a surgir em lugares fora de seu habitat natural, como o Lago Paranoá em Brasília, possivelmente oriundas de abandono dos donos. A espécie norte-americana se distingue, entre outros aspectos, por possuir uma mancha vermelha atrás dos olhos.

## Reprodução
O pênis do macho se encontra dentro da cauda, se tornando aparente apenas durante o acasalamento, quando é introduzido na cloaca da fêmea. Em média são colocados mais de uma dezena de ovos por postura. Os ovos são enterrados em um ninho escavado no chão. A incubação varia de 2 a 4 meses, e o filhote nasce pesando cerca de 11 gramas e, em média, com 3,5 cm de comprimento na carapaça.
A maturidade sexual nos machos é atingida após cerca de 2 anos, gerando mudanças morfológicas visíveis, já que adquirem uma coloração escura, enquanto as fêmeas, que possuem uma maturidade mais tardia, em cerca de 5 anos, continuam a possuir uma coloração esverdeada, com padrões de amarelo e laranja vibrantes na carapaça.
O sexo dos filhotes de tartarugas é determinado pela temperatura do ninho durante a incubação: temperaturas mais baixas favorecem o nascimento de machos, enquanto que temperaturas mais altas favorecem o desenvolvimento de fêmeas.

## Possíveis doenças
As tartarugas podem ter algumas doenças como pneumonias, distocias, piramidismo, descalcificação óssea, avitaminoses, gastroenterites, prolapsos, entre outros.
O contato dos animais com seres humanos ainda pode possibilitar a transmissão de zoonoses (doenças transmitidas de animais para humanos).

## Legislação (Brasil)
Esta espécie é considerada pertencente à fauna silvestre e sua posse e manutenção só são permitidas com a específica documentação, no caso a nota fiscal de compra, onde está explícito o nome popular e científico do animal, informando o número do microchip, gravado na parte inferior da carapaça do animal. O animal não pode ser vendido sem o microchip. A informação de que a colocação de microchips pode matar o filhote é falsa, pois, se colocado de forma adequada, ele não causa infecções. Esse argumento é muito utilizado para vender animais de origem ilegal, enganando o consumidor. A nota fiscal contém ainda o certificado de origem e o número do criadouro comercial de fauna silvestre brasileira registrado no IBAMA, além do nome do comprador, RG, CPF e endereço. A nota fiscal deve sempre estar disponível em caso de fiscalização ou transporte.
É proibida a soltura desses animais na natureza, estando sujeito a penalidades previstas nas leis n° 6.938/81 e n° 9.605/98. Caso o proprietário não possa mais manter o animal, a loja que efetuou a venda deve receber o animal a qualquer momento e, posteriormente, encaminhá-lo de volta ao criadouro especializado.